# Реймонд і Рей
«Реймонд та Рей» (англ. Raymond & Ray) — комедійна драма 2022 року, написана та знята Родріго Гарсія, з Юеном Мак-Грегором та Ітаном Гоуком у головних ролях.
Його світова прем'єра відбулася на Міжнародному кінофестивалі в Торонто 2022 року 12 вересня 2022 року, а вийде в окремих кінотеатрах і на Apple TV+ 21 жовтня 2022 року.

## Сюжет
Зведені брати Реймонд і Рей зустрічаються після смерті батька і дізнаються, що він заповів їм разом викопати йому могилу. У процесі вони аналізують, якими людьми стали – завдяки й усупереч батькові.

## У ролях
| Актор             | Роль             |
| ----------------- | ---------------- |
| Юен Мак-Грегор    | Реймонд          |
| Ітан Гоук         | Рей              |
| Марібель Верду    | Люсія            |
| Софі Оконедо      | Кіра             |
| Максим Свінтон    | Саймон           |
| Вонді Кертіс-Голл | Преподобний Вест |
| Кріс Сілкокс      | Леон             |
| Кріс Грабхер      | Вінсент          |
| Оскар Нуньєс      | Мендез           |

## Випуск
Світова прем'єра відбулася на Міжнародному кінофестивалі в Торонто 12 вересня 2022 року. Фільм також потрапив до секції «Світове кіно» 27-го Пусанського міжнародного кінофестивалю, який буде показано 7 жовтня 2022 року